# Jump Up ~Chiisana Yuki~
"Jump Up ~Chiisana Yuki~" (Jump Up
～ちいさな勇気
～) é o sétimo single lançado pelo grupo idol Japonês Sakura Gakuin. Ele foi lançado no Japão dia 12 de fevereiro de 2014.

## Faixas

### CD
| Edição Regular |                                                      |         |  |
| N.º            | Título                                               | Duração |  |
| 1.             | "Jump Up ~Chiisana Yuki~" (Jump Up ～ちいさな勇気～) |         |  |
| 2.             | "Capsule Scope"                                      |         |  |
| 3.             | "Jump Up ~Chiisana Yuki~ (instrumental)"             |         |  |
| 4.             | "Capsule Scope (instrumental)"                       |         |  |

| Edição Limitada Tipo A |                                          |                                                         |         |  |
| N.º                    | Título                                   | Intérprete                                              | Duração |  |
| 1.                     | "Jump Up ~Chiisana Yuki~"                | Sakura Gakuin                                           |         |  |
| 2.                     | "Day Dream Believer"                     | Marina Horiuchi, Raura Iida, Nene Sugisaki, Hinata Sato |         |  |
| 3.                     | "Jump Up ~Chiisana Yuki~ (instrumental)" | Sakura Gakuin                                           |         |  |
| 4.                     | "Day Dream Believer (instrumental)"      | Marina Horiuchi, Raura Iida, Nene Sugisaki, Hinata Sato |         |  |

| Edição Limitada Tipo B |                                                      |                           |         |  |
| N.º                    | Título                                               | Intérprete                | Duração |  |
| 1.                     | "Jump Up ~Chiisana Yuki~" (Jump Up ～ちいさな勇気～) | Sakura Gakuin             |         |  |
| 2.                     | "Yosoijo no Smash" (予想以上のスマッシュ)            | Club de Tênis Pastel Wind |         |  |
| 3.                     | "Jump Up ~Chiisana Yuki~ (instrumental)"             | Sakura Gakuin             |         |  |
| 4.                     | "Yosoijo no Smash (instrumental)"                    | Club de Tênis Pastel Wind |         |  |

### DVD
| Edição Limitada Tipo A |                                                         |         |  |
| N.º                    | Título                                                  | Duração |  |
| 1.                     | "Jump Up ~Chiisana Yuki~ PV" (Jump Up ～ちいさな勇気～) |         |  |

| Edição Limitada Tipo B (Sakura Gakuin Festival☆2013 ~Go Home Club sleepiece Final Stage~) |                                      |         |  |
| N.º                                                                                       | Título                               | Duração |  |
| 1.                                                                                        | "Suimin Fusoku" (スイミン不足)       |         |  |
| 2.                                                                                        | "Hashire Shoujiki Mono" (走れ正直者) |         |  |
| 3.                                                                                        | "Medaka no Kyoudai" (めだかの兄妹)   |         |  |

## Desempenho nas paradas musicais
| Tabela                              | Melhor posição |
| ----------------------------------- | -------------- |
| Japão (Oricon Weekly Singles Chart) | 25             |